# Малая Хосая
Малая Хосая (устар. Малая Хоса-Я) — река в Берёзовском районе Ханты-Мансийского автономного округа. Устье находится напротив нежилого посёлка Хулга, на высоте 36 м над уровнем моря, в 90 км по правому берегу реки Хулга. Длина реки 48 км.

## Данные водного реестра
По данным государственного водного реестра России относится к Нижнеобскому бассейновому округу, водохозяйственный участок реки — Северная Сосьва, речной подбассейн реки — Северная Сосьва. Речной бассейн реки — (Нижняя) Обь от впадения Иртыша.